# Bellevalia flexuosa
Bellevalia flexuosa är en sparrisväxtart som beskrevs av Pierre Edmond Boissier. Bellevalia flexuosa ingår i släktet Bellevalia och familjen sparrisväxter.

## Underarter
Arten delas in i följande underarter:
- B. f. flexuosa
- B. f. galalensis

## Bildgalleri

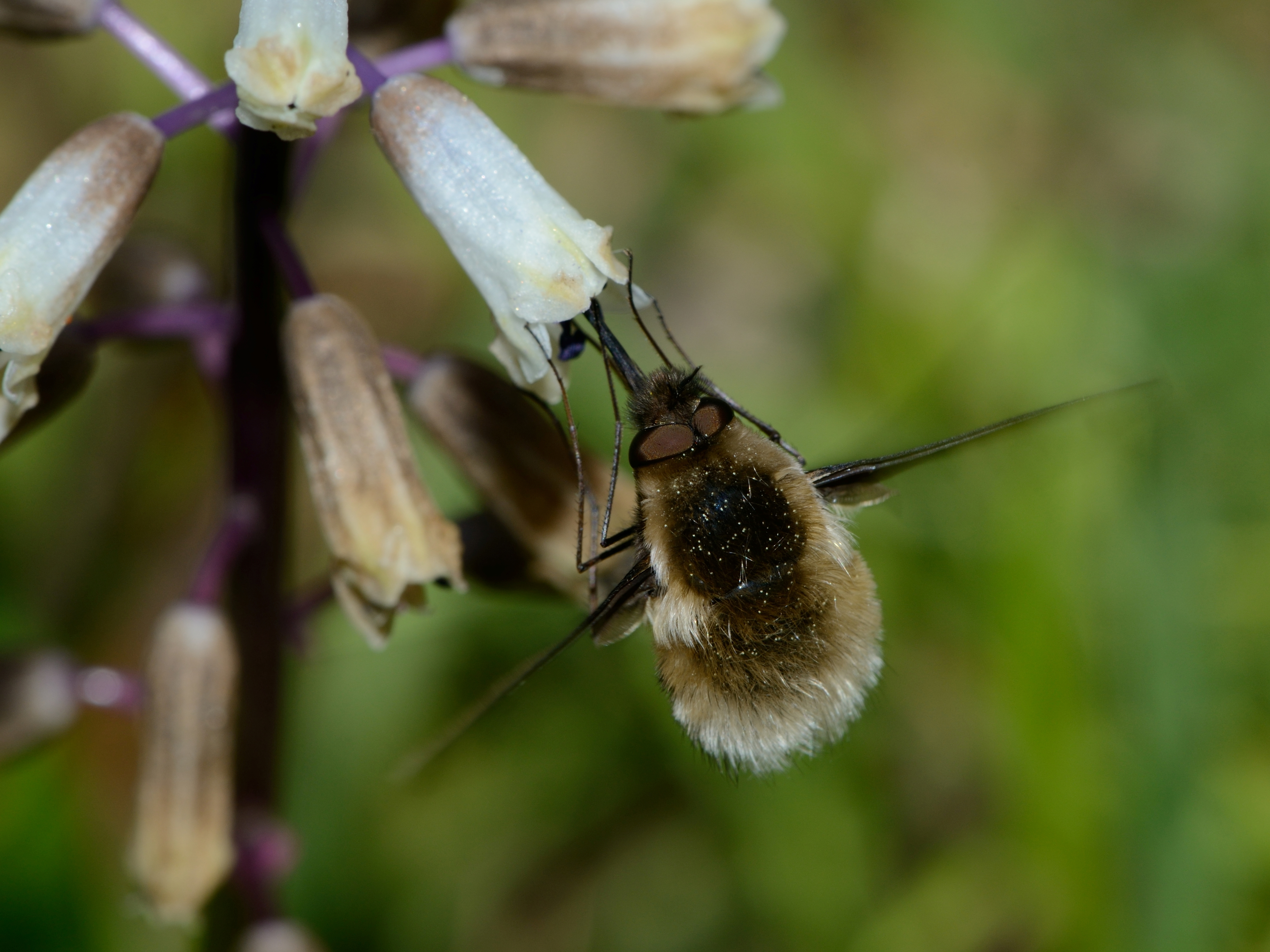
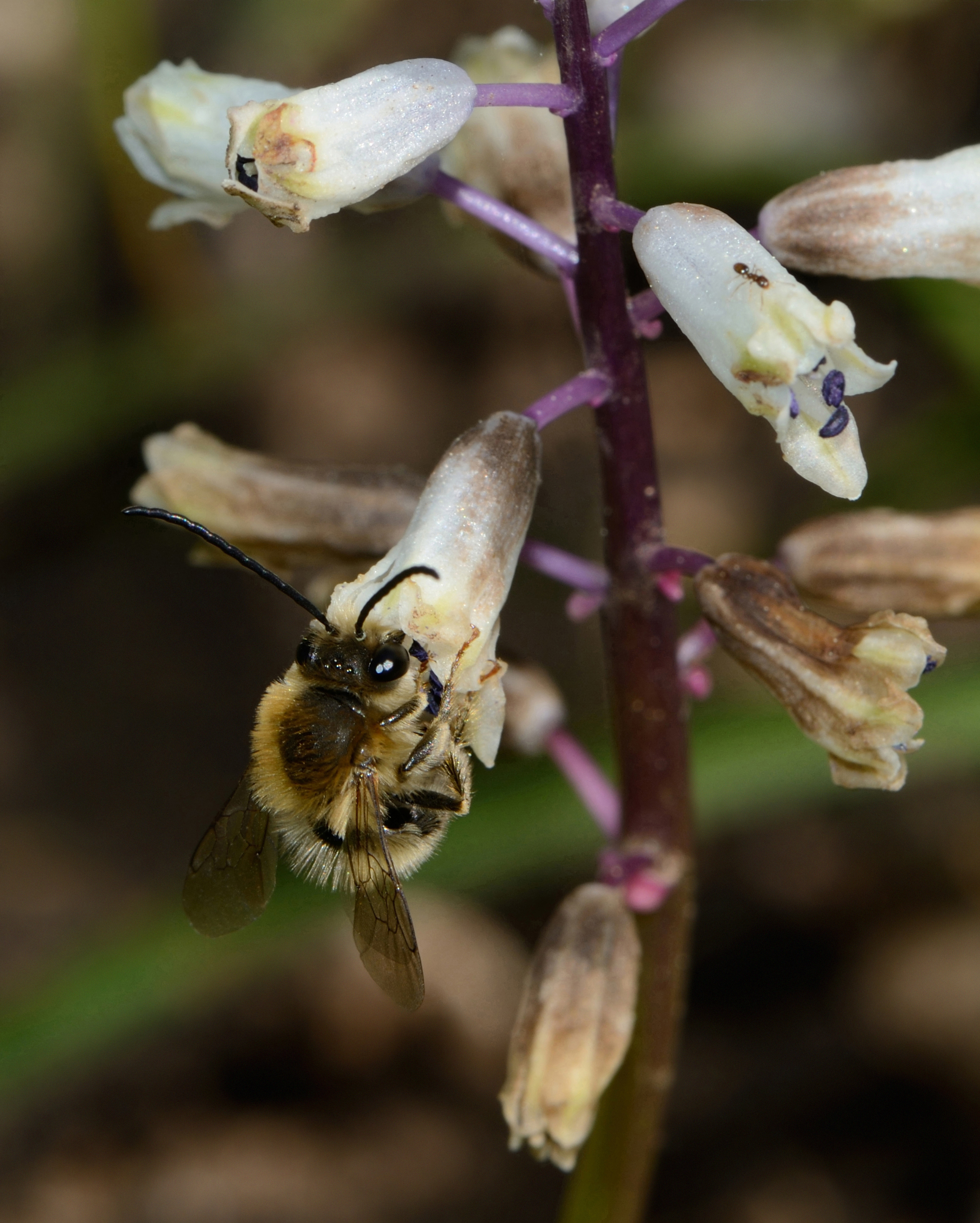
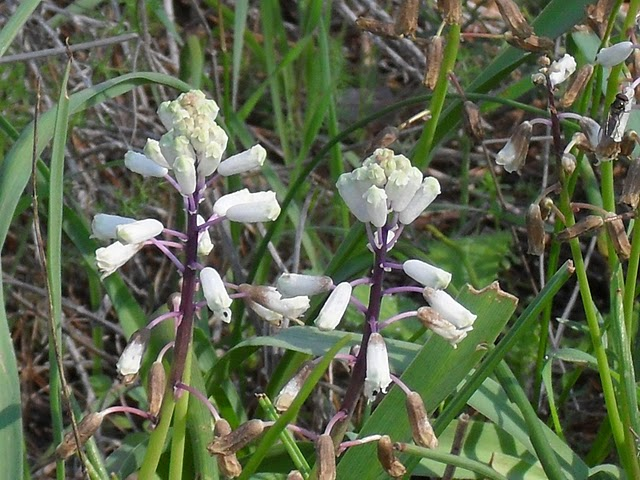